# Merisa Dautović
Merisa Dautović (22 dicembre 1999) è una cestista slovena.

## Carriera
Con la Slovenia ha disputato i Campionati europei del 2019.